# Музичний туризм
Музичний туризм — різновид туризму з метою почути і побачити улюбленого музиканта чи музичний гурт.
Активні форми музичний туризм приймає у молодіжному середовищі — у фанатів рок-гуртів, готових переїжджати за своїм кумиром постійно. У таких подорожах навколишній світ — за стінами концертного залу і готельного холу — практично не існує. У спокійніших формах — поїздки на грандіозні музичні фестивалі або оперні прем'єри — контакти з національним колоритом стають окрасою поїздки.

## Історія музичного туризму
Музичний туризм по-праву можна вважати одним із найстаріших видів туризму. Ще в далекому XVIII столітті любителі музики з усіх куточків Європи збиралися у Відні або Гамбурзі, щоб послухати твори Моцарта чи Генделя. В ті часи, коли звукозапис відсутня, тільки поїздки були єдиною можливістю почути музику, не чекаючи тієї пори, коли імениті музиканти приїдуть в їх рідне місто зі своїм концертом.
Піфійські ігри в Дельфах, що відбувалися в Стародавній Греції, представляють собою винятковий приклад фестивалів, тісно пов'язаних із музикою. Одна з чотирьох Пангельських ігор, а саме Піфійські ігри, приурочені до вшанування Аполлона (бога музики), включали музичні змагання, а також традиційні види атлетичних змагань та шоу силового спорту. Піфійські ігри, як попередники Олімпійських ігор, були засновані приблизно у 6 столітті до нашої ери і включали в себе вистави з танців, мистецтва та музики. Впродовж 10 століття нашої ери Греція залишалася важливим центром музичних подій. Щорічно весняний Триденний Фестиваль квітки винограду привертав талановитих артистів до міста Афіни. В античному світі греки, більш схильні до вживання напоїв, розпочинали вечірку конкурсом тихого пиття, перш ніж отримати задоволення від виступів у музичній та танцювальній сферах.
У Великобританії та США музичний туризм виник наприкінці XVIII та на початку XIX століття, що почав активно поширюватися й на інші країни світу. Однією з ключових деталей у формуванні цього типу туризму став розвиток нових музичних жанрів та популяризація музики. Кожен музичний жанр мав свій маршрут, розроблений таким чином, щоб турист-меломан міг ознайомитись із контекстом народження жанру та відстежити історію його розвитку. Розмаїття пам'яток поруч із розвиненою інфраструктурою дозволяють туристам насолоджуватись насиченим і комфортним відпочинком.
Байройтський фестиваль в Німеччині, початок якого належить 1876 року, завдячує своєму постійному існуванню щедрості короля Баварії. Заснований композитором Ріхардом Вагнером як засіб демонстрації своєї творчості, фестиваль отримував стартові кошти від корони та залучав участь короля та впливових осіб. Сучасний фестиваль, який проводиться у спеціально спроектованому театрі "Байройт Фестшпильхаус", продовжує привертати любителів Вагнера, яким часто доводиться чекати роками на квитки.
Найбільш відомі музичні фестивалі періоду 20-го століття є Зальцбурзький фестиваль, «Віденські музичні тижні» в Австрії, Глайндборнський і Единбурзький Музичний фестиваль у Великобританії, «Будапештські музичні тижні в Угорщині, «Берлінські фестивальні дні» в Німеччині, Королівський Музичний фестиваль у Данії, «Флорентійський музичний травень», «Фестиваль двох світів» та фестиваль в Сан-Ремо в Італії, Нідерландський Музичний фестиваль, «Варшавська осінь» в Польщі, Фестиваль імені Дж. Енеску в Румунії, «Тиждень Сібеліуса» у Фінляндії, Безансонський фестиваль у Франції, «Празька весна» та «Братиславські музичні свята» у тогочасній Чехословаччині.
У 60 - 70-х роках стали популярними фестивалі естрадного мистецтва та пісні, особливо в Європі, де їх налічується понад 150. У 1969 році було організовано перший музичний фестиваль «Вудсток».
Наприкінці XX століття величезну популярність у молодіжної аудиторії завоював рейв - танцювальний напрямок електронної музики. Рейв-рух об'єднав сотні тисяч фанатів, про що свідчать численні фестивалі, гала-концерти, огляди та конкурси.
Найбільший приріст кількості фестивалів було зафіксовано в 1990-х і після 2000 року. Так, лише у Європі в 1990-х було організовано близько 1000 музичних фестивалів.

## Музичні фестивалі
Музичні фестивалі — також популярна закордонна розвага. Вони проводяться в різних країнах і нерідко служать приводом для поїздки саме в цю країну. На фестивалях люди знайомляться з творчістю музичних гуртів різних стилів і напрямків, а також спілкуються з великою кількістю народу і приємно проводять час на свіжому повітрі.
Британське видання Mirror спробувало розібратися в безлічі фестивалів і вибрало найцікавіші:
- японський музичний фестиваль Fuji Rocks. Щорічно цей захід біля підніжжя гори Фуджі збирає до 100 тисяч глядачів;
- The Big Day Out на майданчиках Австралії та Нової Зеландії;
- німецький фестиваль Rock Werchter;
- Benicassim, що організовується в Італії;
- на березі Женевського озера проходить Джазовий фестиваль у Монтре;
- серед неформатних меломанів славиться ірландський бутік-фестиваль The Electric Picnic;
- ісландський фестиваль Airwaves унікальними виконавцями;
- у Британії проводиться цікавий захід Bestival;
- бельгійський фестиваль Pukkelpop;
- угорський Sziget;

В Україні серед молоді теж популярний, так званий «Фестивальний туризм». Серед українських фестивалів найпопулярнішими є:
- «фестиваль Захід»;
- фестиваль «Славське рок»;
- фестиваль «Арт-Поле»;
- екокультурний фестиваль «Трипільське Коло»

## Географія музичних фестивалів світу
У світі існує безліч музичних фестивалів, які щорічно приваблюють велику кількість нелокальних відвідувачів. Деякі з них визначаються як найбільші та найпопулярніші події своєго роду.
Музичні фестивалі приносять мільйони доларів доходу та привертають велику кількість шанувальників. Цей вид фестивалів, як унікальне для культури та мистецтва явище, характеризується особливою творчою атмосферою та спрямований на залучення найкращих артистів, виконавських колективів та музикантів. Його основна мета полягає в популяризації національного та міжнародного музичного продукту в рамках одного або кількох жанрів, розширенні культурного спектру міста і країни, а також у створенні простору для активного взаємодіалогу між виконавцями-професіоналами та аудиторією.
Провідне галузеве видання у сфері концертної індустрії «Pollstar» визначило рейтинг 20 найкасовіших музичних фестивалів світу у 2020 році.
Найкасовіші музичні фестивалі світу у 2019 році:
| Фестиваль                             | Вид                          | Місце проведення             | Проданих квитків, од. | Дохід, млн дол. США |
| «Outside Lands Music & Arts Festival» | Фестиваль сучасної музики    | Cан- Франциско, США          | 205 500               | 29,6                |
| «Life Is Beautiful»                   | Фестиваль сучасної музики    | Лас-Вегас, США               | 129 725               | 17,6                |
| «Lollapalooza Brazil»                 | Фестиваль сучасної музики    | Сан-Паулу, Бразилія          | 246 000               | 14,4                |
| «Corona Capital Festival»             | Фестиваль сучасної музики    | Мехіко, Мексика              | 180 092               | 12,2                |
| «Southside Festival»                  | Фестиваль сучасної музики    | Нойхаузен-об- Екк, Німеччина | 62 100                | 11,9                |
| «Hurricane Festival»                  | Фестиваль сучасної музики    | Шессель, Німеччина           | 62 693                | 11,3                |
| «Paleo Festival»                      | Рок-фестиваль                | Ньон, Швейцарія              | 210 000               | 11,2                |
| «Bluesfest»                           | Блюз-фестиваль               | Таягара, Австралія           | 105 385               | 11,1                |
| «Electric Daisy Carnival»             | Фестиваль електронної музики | Мехіко, Мексика              | 219 162               | 10,5                |
| «Longitude»                           | Фестиваль сучасної музики    | Дублін, Ірландія             | 117 905               | 8,6                 |
| «Vive Latino»                         | Фестиваль сучасної музики    | Мехіко, Мексика              | 161 784               | 8,6                 |
| «TRNSMT»                              | Фестиваль сучасної музики    | Глазго, Шотландія            | 96 954                | 8,2                 |
| «Pa’L Norte»                          | Фестиваль сучасної музики    | Монтеррей, Мексика           | 131 584               | 8                   |
| «Bud Light Music Festival»            | Фестиваль сучасної музики    | Атланта, США                 | 14 152                | 6,4                 |
| «Сrossroads Guitar Festival»          | Фестиваль гітарної музики    | Даллас, США                  | 24 853                | 6,3                 |
| «95.8 Capital FM Summertime Ball»     | Фестиваль сучасної музики    | Лондон, Англія               | 80 000                | 5,9                 |
| «Hot 97 Summer Jam»                   | Фестиваль хіп-хоп музики     | Іст-Резерфорд,США            | 51 301                | 5,6                 |
| «Festival De Vina Del Mar»            | Фестиваль сучасної музики    | Вінья-дель- Мар, Чилі        | 57 924                | 5,4                 |
| «iHeartRadio Music Festival»          | Фестиваль сучасної музики    | Парадайз, США                | 26 750                | 4,6                 |

Вищезазначена таблиця вказує на значні обсяги прибутку, отримані від проведення фестивалів сучасної музики. Найбільший з них у світі у 2019 році - це «Outside Lands Music & Arts Festival», який здобув прибуток у розмірі 29,6 млн доларів США. У топ-3 також увійшли фестивалі "Life is Beautiful" та "Lollapalooza Brazil", які заробили 17,7 та 14,4 млн доларів США відповідно.
Важливо відзначити, що один з найпопулярніших фестивалів у світі, «Coachella», з 2017 року не публікує офіційних даних про продаж квитків та доходи. Проте, за повідомленнями, у 2019 році цей фестиваль здобув приблизно 114,6 мільйонів доларів США.
Під час проведення фестивалів сучасної музики ряд визначених музичних артистів та груп виступає на кількох сценах перед широкою аудиторією протягом декількох днів. Як правило, такі заходи орієнтовані на молоду аудиторію.
Постійно зростає популярність фестивалів сучасної музики, які організовані відомими музичними виконавцями з метою підтримки своїх музичних альбомів, таких як "Astroworld" (Хьюстон, США) від Тревіса Скотта, "Posty Fest" (Арлінгтон, США) від Поста Малоуна та "Seven Peaks" (Буена Віста, США) від Діркса Бентлі.
Зокрема, відзначилися дебютні виступи артистів різних музичних жанрів на таких фестивалях, як "Umphrey", "McGee's Woodlands Fall", "HER's Lights On", другий музичний фестиваль Портера Робінсона та фестиваль мрій "The Cure's Pasadena".
Фестивалі класичної музики відрізняються камерною музикою та обмеженою кількістю учасників із різних країн світу. Крім концертів, вони включають освітню, культурну, розвиваючу та соціальну програми, такі як конкурси, відкриті майстер-класи, зустрічі з музикантами та інше. Зазвичай, аудиторією цих фестивалів є старші покоління.
Згідно з дослідженням класичної музики від MIDiA Research, інтерес до неї зростає, не дивлячись на стереотипи сучасності.
Дослідження фестивалів класичної музики дозволило визначити 10 найпрестижніших у світі, які описані в таблиці нижче.
| Фестиваль                           | Вид                           | Тривалість                  | Місце проведення                                                | Відвідувачів, осіб |
| «Arena di Verona»                   | Оперний фестиваль             | Щороку з червня по вересень | Ареда Ді Верона, Верона, Італія                                 | 14 000             |
| Байройтський фестиваль              | Оперний фестиваль             | Щороку з червня по серпень  | Палац фестивалів, Байройт, Німеччина                            | 62 000             |
| «Празька весна»                     | Фестиваль духової музики      | Щороку з травня по червень  | Концертні зали «Рудольфінум» та «Громадський дім», Прага, Чехія | 230 000            |
| Глайндборнсь- кий оперний фестиваль | Оперний фестиваль             | Щороку з травня по серпень  | Театр «Глайндборн», Глайндборн Англія                           | 89 763             |
| «Флорентійсь- кий музичний травень» | Фестиваль академічної музики  | Щороку з квітня по червень  | Флорентійська опера, Флоренція, Італія                          | 10 000 щодня       |
| Зальцбургський фестиваль            | Фестиваль академічної музики  | Щороку у серпні             | Різні концерні площадки, Зальцбург, Австрія                     | 237 614            |
| Оперний фестиваль в Савонлінна      | Оперний фестиваль             | Щороку у липні              | Замок Олавінлінна, Савонлінна, Фінляндія                        | 64 500             |
| Римський оперний фестиваль          | Оперний фестиваль             | Щороку з червня по серпень  | Римська опера, Рим, Італія                                      | 20 000 щодня       |
| «BBC Proms»                         | Фестиваль оркестров ої музики | Щороку з липня по вересень  | Королівський Альберт-хол, Лондон, Англія                        | Більше 300 000     |
| Фестиваль Пуччіні                   | Оперний фестиваль             | Щороку з липня по серпень   | Амфітеатр Массачукколі, Торре-де-Лаго, Італія                   | 40 000             |

Аналіз найпрестижніших фестивалів класичної музики підтверджує популярність оперних подій, більшість з яких проводяться в країнах Європи, зокрема в Італії, Німеччині, Австрії та Великобританії. Це пояснюється, насамперед, історією розвитку цього жанру фестивалів, які з'явилися в Європі та здобули популярність у 60-70-ті роки ХІХ століття.
Локації для проведення фестивалів класичної музики різноманітні і включають в себе відкриті амфітеатри, концертні зали, оперні театри, палаці та навіть стадіони.
Загалом, розглядаючи музичні фестивалі в цілому, слід визначити десять наймасштабніших із них у світі, враховуючи кількість їхніх відвідувачів.
| Фестиваль                                | Вид                       | Тривалість                | Місце проведення             | Відвідувачів, осіб |
| «Mawazine Festival Rhythms of the World» | Фестиваль сучасної музики | Щорічно у червні          | Рабат, Марокко               | 2 750 000          |
| «Donauiselfest»                          | Фестиваль сучасної музики | Щорічно у червні          | Відень, Австрія              | 2 700 000          |
| «Summerfest»                             | Фестиваль сучасної музики | Щорічно наприкінці червня | Мілуокі, США                 | 718 144            |
| «Rock In Rio»                            | Серія рок-фестивалів      | Щорічно у вересні- жовтні | Бразилія,Португалія, Испанія | 700 000            |
| «Coachella»                              | Фестиваль сучасної музики | Щорічно у квітні          | Індіо, США                   | 594 000            |
| «Atlas Weekend»                          | Фестиваль сучасної музики | Щорічно у червні          | Київ, Україна                | 538 000            |
| «Sziget»                                 | Фестиваль сучасної музики | Щорічно у серпні          | Будапешт, Угорщина           | 530 000            |
| «Pol’and’Rock»                           | Фестиваль сучасної музики | Щорічно у серпні          | Костишін-над-Одро, Польща    | 500 000            |
| «Essense»                                | Фестиваль сучасної музики | Щорічно у червні          | Новий Орлеан, США            | 500 000            |
| «New Orleans Jazz & Heritage Festival»   | Джазовий фестиваль        | Щорічно у червні- липні   | Новий Орлеан, США            | 475 000            |

Вищенаведена таблиця найпопулярніших музичних фестивалів у світі демонструє абсолютне переважання фестивалів сучасної музики, натомість у цей перелік входить єдиний спеціалізований фестиваль - «New Orleans Jazz & Heritage Festival». Такі обсяги відвідувань забезпечуються високою пропускною спроможністю цих подій у зв’язку з форматом їх проведення – як правило, «опен- ейр», на відміну від фестивалів класичної музики, де кількість слухачів залежить від приміщення для проведення події (театр, замок, палац та ін.).
Згідно із новим дослідженням, яке провела американська компанія з обміну та перепродажу квитків "StubHub", найшвидше розвиваються фестивалі "Amsterdam Dance Event" (ADE), "New Orleans Jazz & Heritage Festival" та "Glastonbury" серед 50 найбільших музичних фестивалів у світі.
Наприклад, "Amsterdam Dance Event" (Амстердам, Нідерланди), фестиваль електронної музики, який стартував з лише 300 відвідувачів у 1995 році, зросли на 23 233%, досягнувши 400 000 учасників у 2018 році.
"New Orleans Jazz & Heritage Festival" (Новий Орлеан, США), джазовий фестиваль, займає друге місце за ростом відвідуваності, збільшившись на 17 043% з моменту дебюту в 1997 році.
На третьому місці розташувався фестиваль сучасної музики "Glastonbury" (Гластонбері, Англія), який у своєму дебютному 1970 році зібрав 1 500 осіб, а в 2018 році нараховував вже 350 000 учасників (+ 8 900%).

## Використані джерела
- ↑ Музичний туризм - туристична бібліотека InfoTour.in.ua. infotour.in.ua. Процитовано 14 січня 2024.
- ↑ Сучасні різновиди туризму - Кляп М.П.-Музичний туризм. westudents.com.ua. Процитовано 14 січня 2024.
- ↑ Сучасний стан та перспективи розвитку фестивального туризму у місті Харкові. tourlib.net. Процитовано 14 січня 2024.
- ↑ Фестивальне літо: куди податися в пошуках музичних пригод в Європі. www.unian.ua (укр.). Процитовано 14 січня 2024.
- ↑ What Is Music Tourism? (with pictures). WiseTour (амер.). 3 січня 2024. Процитовано 14 січня 2024.
- ↑ Music tourism: an increasingly important phenomenon, also for real estate. www.linkedin.com (укр.). Процитовано 14 січня 2024.
- ↑ ТОП-10 популярних музичних фестивалів Європи.
- ↑ Shpyg, Yuliya (7 жовтня 2019). Формування структурних особливостей музичних фестивалів у Західній Європі: історичний аспект. Kyiv Musicology. № 58. с. 196–207. ISSN 2617-0302. doi:10.33643/kmus.2019.58.15. Процитовано 14 січня 2024.
- http://vseproturizm.blogspot.com/2014/01/blog-post_5909.html